# Рассказы (Чехов, 1888)
«Рассказы» — так озаглавлен сборник рассказов А. П. Чехова, впервые изданный типографией А. С. Суворина  в 1888 году и выдержавший 13 изданий за 11 лет.

## История
В конце марта 1888 года Антон Чехов послал своему брату Александру 8 рассказов для публикации в издательстве А. С. Суворина. Александр Павлович в это время был сотрудником суворинской газеты "Новое время". В письме, сопровождашем рассказы, Чехов уточнил, что последовательность рассказов должна быть строго определённой. Сборник должен начинаться с рассказа "Счастье", а заканчиваться рассказом "Поцелуй". Чуть позже Чехов послал еще три рассказа ("Тина", Тайный советник" и "Письмо"), причем "Тину" он просил разместить до повести "Степь", а два других после, замыкать сборник должен по-прежнему рассказ "Поцелуй". По неясным причинам первая просьба выполнена не была и все три рассказа помещены между "Степью" и "Поцелуем". Дизайн обложки — максимально простое название c  переченем рассказов мелким шрифтом — также был предложен Чеховым.
Книга вышла из печати в конце мая - начале июня 1888 года. Александр Чехов сообщил брату Антону, что тираж первого издания был 1500 экземпляров. Для 2-го, 3-го и 4-го изданий каждый раз делалася новый набор, то есть тиражи полностью были распроданы. Всего сборник "Рассказы" издавался с 1888 по 1899 год 13 раз. Некоторые небольшие изменения Чехов внёс во 2-е, 4-е и 7-е издания 1892 года. В 10-е издании 1896 года были внесены некоторые изменения, но и были допущены искажения текста, позже устраненные.

## Состав
| № (№) | Название        | Первая публикация | Первая публикация                         | Первая публикация | Примечания |
| № (№) | Название        | Год               | Издание                                   | Подпись           | Примечания |
| ----- | --------------- | ----------------- | ----------------------------------------- | ----------------- | --- |
| 1     | Счастье         | 1887              | «Новое время», № 4046, 6 июня             | Ан. Чехов         | |
| 2     | Тиф             | 1887              | «Петербургская газета», № 80, 23 марта    | А. Чехонте        | |
| 3     | Ванька          | 1886              | «Петербургская газета», № 354, 25 декабря | А. Чехонте        | Вошёл во все издания сборника "Рассказы", а также в сборник "Детвора", в сборники разных авторов "Детское сердце" (3 издания) и "Несчастные" (3 издания)                       |
| 4     | Свирель         | 1887              | «Новое время», № 4130, 29 августа         | Ан. Чехов         | |
| 5     | Перекати-поле   | 1887              | «Новое время», № 4084, 14 июля            | Ан. Чехов         | |
| 6     | Задача          | 1887              | «Петербургская газета», № 287, 19 октября | А. Чехонте        | У Чехова был рассказ 1884 года под таким же названием |
| 7     | Степь           | 1888              | «Северный вестник», № 3, 25 февраля       | Антон Чехов       | |
| 8     | Тина            | 1886              | «Новое время», № 3832, 29 октября         | Ан. Чехов         | При подготовке к печати в данном сборнике рассказ был местами исправлен. Более значительные изменения были сделаны для печати в собрании сочинений, издаваемого А. Ф. Марксом. |
| 9     | Тайный советник | 1886              | «Новое время», № 3657, 6 мая              | Ан. Чехов         | Для публикации в сборнике слегка переработанный текст рассказа отправлен брату писателя Ал. П. Чехову в середине апреля 1888 года.                                             |
| 10    | Письмо          | 1887              | «Новое время», № 3998, 18 апреля          | Ан. Чехов         | Чехов трижды использовал такое название для своих рассказов. |
| 11    | Поцелуй         | 1887              | «Новое время», № 4238, 15 декабря         | Ан. Чехов         | |